# Luigi Cherubini
Luigi Cherubini (Florència, 14 de setembre de 1760 - París, 15 de març de 1842) fou un compositor italià que passà la majoria de la seva vida musical a França. Encara que la seva música avui dia no és gaire coneguda, era en gran manera admirat per molts dels seus contemporanis. La part més significativa de l'obra de Cherubini està dedicada a les seves òperes i la música sacra.
Autoritari i poc flexible, fou menyspreat per Berlioz en les seves Mémoires. Com a compositor tenia molta personalitat i fou considerat en el seu temps una de les figures més eminents de la vida musical europea. Beethoven el considerava el compositor dramàtic més gran del seu temps.

## Biografia
El 1788, va fer una breu visita a Londres, on començà a treballar en una escena d'un llibret francès de Jean-François Marmontel, Démophon. La música de Cherubini començava a mostrar una certa originalitat i atreviment. Més tard es traslladà a París d'on ja no se n'aniria mai més, i quedaria integrat a la vida musical parisenca a través del seu càrrec de director del Conservatori de París, des del qual dominaria el panorama musical de la ciutat.
El primer èxit important l'obté amb Lodoïska (1791), una història d'heroisme realista. Era seguit per Éliza (1794), ambientada als Alps suïssos, i Médée (1797), que és l'obra més coneguda de Cherubini. Les Deux Journées (1800), en la qual Cherubini simplificava una mica el seu estil, fou un èxit popular. Aquests i unes altres òperes foren estrenades al Théâtre Feydeau.
Després d'aquesta òpera, la popularitat de Cherubini a París declinava marcadament a favor de compositors més joves com François Boieldieu. El seu ballet d'òpera Anacréon fou un complet fracàs. El 1805, Cherubini rebé una invitació de Viena per escriure i dirigir una òpera. Faniska fou produïda l'any següent i era rebuda amb entusiasme, en particular, per Haydn i Beethoven. Les Abencérages (1813), un drama heroic ambientat a Espanya durant els darrers dies del Regne de Granada, fou l'intent de Cherubini de competir amb La Vestale de Spontini. Va obtenir l'elogi crític de molts compositors però poques actuacions.
Decebut amb la seva manca d'èxit al teatre, Cherubini escrivia cada vegada més per a la música d'església, amb set misses, dos rèquiems i moltes peces curtes. Durant aquest període, també se'l va nomenar surintendant de la musique du roi sota la monarquia restaurada (les seves relacions amb Napoleó havien estat clarament pobres). El 1815, la London Philharmonic Society li va demanar una simfonia, una obertura, i una composició per a cor i orquestra, i es desplaçà a Londres per dirigir les seves interpretacions, fet que li va comportar obtenir fama internacional.
El seu Rèquiem en do menor (1816), per commemorar l'aniversari de l'execució del rei Lluís XVI de França, va ser un èxit enorme. Aquest rèquiem s'interpreta ocasionalment i l'enregistrament més notable és el que va dirigir Arturo Toscanini amb l'Orquestra Simfònica de la NBC el febrer de 1950. El seu treball era en gran manera admirat per Beethoven, Schumann i Brahms. El 1836, Cherubini va escriure un Rèquiem en re menor per ser interpretat al seu propi funeral.
El 1822, Cherubini es converteix en director del Conservatoire on tingué entre altres alumnes a Pauline Duchambge, Franciszek Mirecki, Désiré-Alexandre Batton i completa el seu llibre de text, Cours de contrepoint et de fugue (1835). El seu paper al Conservatori el portaria a tenir un conflicte amb el jove Hector Berlioz, que descriuria a Cherubini com a compositor vell i pedant a les seves memòries. Alguns crítics, com Basil Deane, mantenen que la descripció de Berlioz ha distorsionat la imatge de Cherubini per la posteritat, i s'ha de recordar que el mateix Berlioz n'era un gran admirador. Alguns coetanis el descriuen amb mal geni i sempre enfadat. No obstant això, Cherubini tenia molts amics, incloent-hi Rossini, Chopin i, sobretot, el pintor Ingres. Ambdós tenia interessos mutus: Cherubini era un pintor afeccionat entusiàstic i a Ingres li agradava practicar el violí. El 1841, Ingres pintava el retrat més celebrat del vell compositor.
Cherubini moria a París a l'edat 81 anys i va ser enterrat al cementiri del Père-Lachaise.
Amb l'arribada a París durant els anys 1820 de les òperes efervescents de Rossini, amb les seves pirotècnies vocals, les òperes clàssicament austeres de Cherubini, com les de Gluck i Spontini, queien en desús. Tanmateix, Médée (o Medea en italià) s'ha anat representant i va tenir un bon ressorgiment quan Maria Callas la cantava dirigida per Vittorio Gui a Florència el 1953.
Una altra òpera de Cherubini, Les Abencérages, es reposava (en italià) al Maggio Musicale Fiorentino a Florència el 1957 sota la batuta de Carlo Maria Giulini.

## Obres

### Òperes
- Il giocatore, intermezzo en tres parts estrenada el 1775 a Florència.
- Armida abbandonata, òpera en tres actes representada el 25 de gener de 1782 a la Pergola de Florència.
- Adriano in Siria, òpera en tres actes representada el 16 d'abril de 1782 a l'Armeni de Livourne.
- Il Mesenzio re d'Etruria, òpera en tres actes representada el 8 de setembre de 1782 a la Pergola de Florència.
- Il Quinto Fabio, òpera en tres actes representada el gener de 1783 a la Torre Argentina de Roma.
- Lo sposo di tre e marito di nessuna, òpera bufa en dos actes representada al novembre de 1783 a Venècia.
- Alessandro nell'India, òpera en dos actes representada a principis de 1784 a Màntua.
- L'Idalide, òpera en dos actes representada en la Pergola de Florència el 26 desembre 1784.
- Demetrio, òpera en tres actes representada al teatre Haymarket de Londres el 8 gener 1785.
- La finta principessa, òpera bufa en dos actes representada el 2 abril 1785 al King's Theatre de Londres.
- Il Giulio Sabino, òpera en dos actes representada el 30 de març de 1786 al King's Theatre de Londres.
- Ifigenia in Aulide, òpera en tres actes representada el 12 de gener de 1788 al Teatro Reale de Torí.
- Demophoon, òpera en tres actes representada el 2 de desembre de 1788 a l'Òpera de París.
- Lodoïska, comèdia heroica en tres actes representada el 18 de juliol de 1791 al teatre Feydeau de París.
- Éliza, ou Le voyage aux glaciers du Mont Saint-Bernard, òpera en dos actes representada al teatre Feydeau el 13 desembre de 1794.
- Médée, òpera en tres actes (primera versió) representada el 13 de març de 1797 al teatre Feydeau de París.
- L'Hôtellerie portugaise, òpera còmica en un acte representada el 25 de juliol de 1798 al teatre Feydeau.
- La Punition, comèdia en un acte representada al teatre Montansier de París el 23 de febrer de 1799.
- Les Deux Journées, ou Le Porteur d'eau, òpera còmica en tres actes representada el 16 de gener de 1800 al teatre Feydeau.
- Médée, òpera en tres actes (segona versió) representada el 6 de novembre de 1802 a Viena.
- Anacréon, ou L'Amour fugitif, òpera-ballet en dos actes representada el 4 d'octubre de 1803 a l'Òpera de París.
- Faniska, òpera en tres actes representada al teatre Kärntnertor de Viena el 25 de febrer de 1806.
- Pimmalione, drama líric representat el 30 de novembre de 1809 a París.
- Le Crescendo, òpera còmica en un acte representat a l'Òpera de París l'1 de setembre de 1810.
- Les Abencérages, ou L'Étendard de Grenade, òpera en tres actes representada el 6 d'abril de 1813 a l'Òpera de París.
- Ali-Baba, ou Les Quarante Voleurs, òpera amb un pròleg i quatre actes representada el 22 de juliol de 1833 a l'Òpera de París.

### Misses
- Cinc misses perdudes de 1773-1776.
- Missa en la major, a tres veus (1808)
- Missa en fa major, anomenada Missa de Chimay (1808-1809)
- Missa en re menor, segona missa solemne (1811)
- Missa en do major (1816)
- Missa solemne en sol major per a la coronació de Lluís XVIII (1819)
- Missa en la major, tercera Missa Solemne, per a la coronació de Carles X (1825)

### Motets
- 38 motets

### Rèquiems
- Rèquiem en do menor, a la memòria de Lluís XVI (1816)
- Rèquiem en re menor (1836)

### Obres escrites
- Curs de contrapunt i fuga (1835)
- Recull de marxes harmòniques.

### Altres obres
- 1815: una simfonia, una cantata, una obertura i unHymne au printempsper a la Philarmonic Society de Londres.
- 6 quartets de corda